# Shizuka Arakawa
Shizuka Arakawa (japanisch 荒川 静香, Arakawa Shizuka; * 29. Dezember 1981 in Shinagawa, Tokio) ist eine ehemalige japanische Eiskunstläuferin, die im Einzellauf startete. Sie ist die Olympiasiegerin von 2006 und die Weltmeisterin von 2004.

## Werdegang
Shizuka Arakawa wurde in Shinagawa, einem Stadtteil von Tokio, als einziges Kind von Koichi und Sachi Arakawa geboren und wuchs in Sendai auf. Sie wurde nach Shizuka Gozen, einer berühmten historischen und literarischen Figur des 12. Jahrhunderts, einer Hoftänzerin und Konkubine, benannt.
Im Alter von fünf Jahren begann sich Arakawa für das Eislaufen zu interessieren und trat einer Eislaufschule bei, ab dem Alter von sieben Jahren nahm sie auch Ballettunterricht und trainierte bei Hiroshi Nagakubo, einem Paarläufer, der an den Olympischen Spielen 1972 teilgenommen hatte. Mit acht Jahren stand Arakawa ihren ersten dreifachen Sprung.
Von 1995 bis 1997 wurde Arakawa japanische Meisterin bei den Junioren. Im gleichen Zeitraum nahm sie an Juniorenweltmeisterschaften teil, kam dabei aber nicht über den siebten Platz hinaus, den sie 1996 erreichte. Ihren ersten Auftritt bei den nationalen Meisterschaften der Senioren hatte sie 1997, sie wurde Vizemeisterin hinter Fumie Suguri. Im Jahr darauf wurde Arakawa erstmals japanische Meisterin und bestritt in Nagano im Alter von 16 Jahren ihre ersten Olympischen Spiele und in Minneapolis ihre erste Weltmeisterschaft. Sie beendete die Olympischen Spiele auf dem 13. Platz und die Weltmeisterschaft auf Platz 22. 1999 verteidigte Arakawa ihren japanischen Meistertitel. Es war ihr letzter Meistertitel. Von 1999 bis 2002 nahm sie an keiner Weltmeisterschaft teil und für die Olympischen Spiele 2002 in Salt Lake City wurde sie nicht nominiert. 2002 und 2003 gewann Arakawa ihre ersten bedeutenden internationalen Medaille mit jeweils Silber bei den Vier-Kontinente-Meisterschaften. 2003 bestritt sie ihre zweite Weltmeisterschaft und wurde Achte. Zuvor hatte sie sich zum ersten Mal in ihrer Karriere für das Grand-Prix-Finale qualifiziert, das sie als Vierte beendete.
Zur Weltmeisterschaft 2004 in Dortmund ging sie lediglich als drittbeste Japanerin hinter Miki Andō und Fumie Suguri. Beim Grand-Prix-Finale hatte sie die Bronzemedaille hinter Suguri und der US-Amerikanerin Sasha Cohen errungen. Nach dem Kurzprogramm lag sie bei der Weltmeisterschaft auf dem zweiten Platz hinter Cohen, landete aber sieben saubere Dreifachsprünge in der Kür und wurde Weltmeisterin. Nach Midori Itō 1989 und Yuka Satō 1994 war sie damit die dritte japanische Weltmeisterin in der Geschichte. Ursprünglich hatte Arakawa geplant, nach dieser Weltmeisterschaft ihre Karriere zu beenden, denn sie hatte mit einer Fußverletzung, Heimweh und Motivationsproblemen zu kämpfen, außerdem hatte sie Probleme, mit jungen, aufstrebenden Läuferinnen wie Miki Andō und Mao Asada mitzuhalten. Ihr Erfolg ließ sie diese Entscheidung aber wieder revidieren. Beim Grand-Prix-Finale der darauffolgenden Saison gewann sie die Silbermedaille hinter Irina Sluzkaja, bei der Weltmeisterschaft 2005 reichte es für Arakawa als Titelverteidigerin allerdings nur zum neunten Platz. Sie wollte mit dieser Enttäuschung jedoch nicht aufhören. Ein Trainerwechsel von Tatjana Tarassowa zu Nikolai Morosow sollte sie auf die Olympischen Spiele 2006 vorbereiten.
Arakawa ging als drittbeste Japanerin nach Fumie Suguri und Mao Asada zu den Olympischen Spielen in Turin. Nach dem Kurzprogramm lag sie auf dem dritten Platz hinter Sasha Cohen und Irina Sluzkaja, allerdings trennte sie weniger als ein Punkt vom ersten Platz. In der Kür machten sowohl Cohen als auch Sluzkaja Fehler, während Arakawa ein sauberes Programm zeigte und es sich sogar leisten konnte, auf zwei von ihr geplante Dreifach-Dreifach-Kombinationen zu verzichten. Somit gewann sie die erste olympische Goldmedaille für Japan im Eiskunstlauf und war nach Tae Satoya erst die zweite Frau überhaupt, die für Japan eine Goldmedaille bei Olympischen Winterspielen gewinnen konnte. Mit 24 Jahren war sie außerdem die älteste Olympiasiegerin im Eiskunstlauf der Damen seit Magda Julin 1920.
Nach den Olympischen Spielen beendete Arakawa ihre Wettkampfkarriere. Seitdem tritt sie in Schaulaufveranstaltungen und Eisrevues auf und kommentiert für das japanische Fernsehen.
Arakawas Markenzeichen war der Ina-Bauer-Schritt, bei dem sie sich zurückbeugte. Der Terminus „Ina Bauer“ wurde in Japan berühmt und Arakawas Ausführung dieses Elements bekam Kultstatus.

## Ergebnisse
| Wettbewerb / Saison             | 1994/95 | 1995/96 | 1996/97 | 1997/98 | 1998/99 | 1999/00 | 2000/01 | 2001/02 | 2002/03 | 2003/04 | 2004/05 | 2005/06 |
| ------------------------------- | ------- | ------- | ------- | ------- | ------- | ------- | ------- | ------- | ------- | ------- | ------- | ------- |
| Olympische Winterspiele         |         |         |         | 13.     |         |         |         |         |         |         |         | 1.      |
| Weltmeisterschaften             |         |         |         | 22.     |         |         |         |         | 8.      | 1.      | 9.      |         |
| Vier-Kontinente-Meisterschaften |         |         |         |         | 6.      |         | 6.      | 2.      | 2.      |         |         |         |
| Grand-Prix-Finale               |         |         |         |         |         |         |         |         | 4.      | 3.      | 2.      |         |
| Juniorenweltmeisterschaften     | 8.      | 7.      | 8.      |         |         |         |         |         |         |         |         |         |
| Japanische Meisterschaften      |         |         | 2.      | 1.      | 1.      | 5.      | 2.      | 2.      | 3.      | 3.      | Z       | 3.      |

- Z = Zurückgezogen